# Sigmund Romberg
Sigmund Romberg est un compositeur américain né le 29 juillet 1887 à Nagykanizsa (Autriche-Hongrie), mort le 9 novembre 1951 à New York (États-Unis). Il est surtout connu pour ses comédies musicales et ses opérettes, notamment The Student Prince (1924), The Desert Song (1926) et The New Moon (1928). Il a également composé des musiques de films.

## Biographie
De son vrai nom Siegmund Rosenberg, Sigmund Romberg est né de parents juifs, Adam et Clara Rosenberg, à Gross-Kanizsa (en hongrois : Nagykanizsa) pendant la période de la monarchie austro-hongroise. En 1889, Romberg et sa famille déménage à Belišće, qui était alors en Hongrie. Il y fréquente l'école primaire. Guidé par son père, il apprend à jouer du violon dès l'âge six ans, et le piano à huit ans. En 1897, il poursuit son cursus scolaire au Gymnasium d'Osijek. Il est membre de l'orchestre de l'école secondaire. Il suit à Vienne pour des études d'ingénieur, mais il prend également des cours de composition. Il émigre aux États-Unis en 1909 et, après un bref passage dans une usine de crayon, il est employé comme pianiste dans les cafés.
Il fonde finalement son propre orchestre et publie quelques chansons, qui, en dépit de leur succès limité, attirent l'attention des frères Shubert, directeur de théâtre à Broadway. En 1914, Romberg est engagé pour écrire la musique pour leurs spectacles de théâtre de Broadway. Cette année-là, il écrit avec succès sa première revue à Broadway succès, The Whirl of the World. Il contribue à plusieurs adaptations musicales américaines des opérettes viennoises, dont The Blue Paradise (1915). Il obtient encore plus de succès avec la comédie musicale The Maytime (1917). Les deux racontent des amours à travers les générations et comportent des valses nostalgiques  mélangées avec la danse moderne américaine. Dans le même temps, Romberg contribue à des revues populaires des Shubert, comme The Passing show de 1916 et The Passing show de 1918. Il écrit pour Al Jolson Robinson Crusoe, Jr. (1916), un spectacle burlesque tiré de l'histoire bien connue, et Sinbad (1918), une comédie musicale sur le thème des Mille et une nuits. En 1921, Romberg écrit de nouveau pour Jolson Bombo.
L'adaptation, en 1921, par Romberg de mélodies de Franz Schubert pour The Blossom Time (au Royaume-Uni, The Lilac Time) rencontre un grand succès. Il écrit ensuite ses opérettes les plus connues, The Student Prince (1924), The Desert Song (1926) et The New Moon (1928), qui sont dans un style similaire aux opérettes viennoises de Franz Lehár. Il compose également la musique de Princess Flavia (1925), une opérette basée sur Le Prisonnier de Zenda. Ses autres œuvres, My Maryland (1927), Rosalie (1928), en collaboration avec George Gershwin, May wine (1935), sur des paroles d'Oscar Hammerstein II et Up in Central Park (1945), sont plus proches de la comédie musicale américaine. Romberg a également écrit un certain nombre de musiques de films et a adapté sa propre œuvre pour le cinéma.
Les disques Columbia ont demandé Romberg de réaliser des arrangements orchestraux de sa musique (qu'il avait jouée en concert) pour une série d'enregistrements de 1945 à 1950 en 78 tours et 33-1/3. Ces disques sont maintenant recherchés par les collectionneurs. De nombreuses compositions de Romberg, y compris de larges extraits de ses opérettes, ont fait l'objet d'enregistrements cours des années 1950 et 1960, en particulier par Columbia, Capitol et RCA Victor. Nelson Eddy et Jeanette MacDonald, qui apparaissent dans le film de la MGM The New Moon ont régulièrement enregistré et interprété sa musique. Ses opérettes font de temps en l'objet d'une reprise. Le Chant du désert a fait une carrière très intéressante en France mais n’est plus guère reprise en ce début de XXIe siècle.
Romberg est mort en 1951, âgé de 64 ans, d'un accident vasculaire cérébral dans sa suite du Ritz Towers Hôtel à New York. Il est enterré dans le cimetière Ferncliff à Hartsdale, New York.
Romberg a été marié deux fois. On connaît peu de sa première femme, Eugenia, qui apparaît sur un formulaire de recensement fédéral en 1920 comme étant autrichienne. Sa deuxième épouse était Lillian Harris (1898-1967), qu'il a épousée le 28 mars 1925, à Paterson, New Jersey. Ils n'ont pas eu d'enfants.
Un roman de l’écrivain américain Elliott Arnold (1912-1980), intitulé Deep in my Heart, A Story based on the Life of Sigmund Romberg, s’inspire de la vie du compositeur. Il a été publié en 1949 chez Duell, Sloane & Pearce. Un film éponyme, réalisé en 1954 par Stanley Donen, fut adapté du roman d’Arnold ; l’acteur José Ferrer y interprète le personnage de Sigmund Romberg.

## Œuvres principales
- The Passing Show - revues (1914, 1916-1917, 1918-1919, 1923-1924)
- The Blue Paradise (1915)
- Robinson Crusoe Jr - revue (1916)
- Follow Me (1916)
- Maytime (1917)
- Over the Top - revue (1917)
- Sinbad - revue (1918)
- The Poor Little Ritz Girl avec Richard Rodgers (1920)
- Blossom Time (1921)
- Bombo - revue (1921)
- The Rose of Stamboul (1922)
- The Student Prince (1924)
- The Desert Song (1926)
- Rosalie avec George Gershwin (1928)
- The New Moon (1928)
- May Wine (1935)
- Up In Central Park (1945)
- The Girl In Pink Tights (1954)

## Filmographie
- 1929 : Le Chant du désert (The Desert Song)
- 1931 : Children of Dreams
- 1937 : Le Chant du printemps (Maytime)
- 1940 : New Moon
- 1943 : Le Chant du désert (The Desert Song)
- 1953 : The Desert Song version technicolor du précédent
- 1954 : The Student Prince
- 1954 : Deep in My Heart
- 1955 : The Desert Song (TV)
- 1995 : Some Enchanted Evening: Celebrating Oscar Hammerstein II (TV)

## Récompenses et nominations
Depuis 1970, Belišće organise des soirées musicales en l'honneur de Romberg. Des événements similaires ont lieu à Osijek depuis 1995. Il a été nommé citoyen d'honneur d'Osijek et intronisé au Songwriters Hall of Fame en 1970.